# Marco Cecchinato
Marco Cecchinato (Palerm, 30 de setembre de 1992) és un tennista professional italià. El 29 d'abril de 2018 va guanyar el seu primer títol de l'ATP, el Torneig de Budapest, convertint-se en el primer sicilià en aconseguir un títol ATP. En aquella final hi havia arribat essent lucky loser, ja que havia perdut el darrer partit de la fase classificatòria. Així, es va convertir en el novè jugador de tota la història en guanyar un torneig ATP com a lucky loser.
Al Torneig de Roland Garros de 2018 Cecchinato va remuntar dos sets perduts per aconseguir la seva primera victòria en un Grand Slam derrotant a Marius Copil. En segona ronda va derrotar el lucky loser Marco Trungelliti. En tercera ronda va aconseguir derrotar el cap de sèrie número 10 Pablo Carreño Busta. En quarta ronda va vèncer al cap de sèrie número 8, el belga David Goffin, en quatre sets, arribant per primera vegada als quarts de final d'un Grand Slam, on va derrotar l'excampió del torneig Novak Djokovic en quatre sets: 6-3, 7-6, 1-6, 7-6 (13-11). Així, es classificava per les seves primeres semifinals.

## Palmarès

### Individual: 5 (3−2)
| Llegenda                          |
| --------------------------------- |
| Grand Slams (0−0)                 |
| ATP Finals (0−0)                  |
| ATP World Tour Masters 1000 (0−0) |
| ATP World Tour 500 (0−0)          |
| ATP World Tour 250 (3−2)          |

| Títols per superfície |
| --------------------- |
| Dura (0−0)            |
| Gespa (0−0)           |
| Terra batuda (3−2)    |

| Resultat  | Núm. | Data                 | Torneig                 | Superfície   | Oponent           | Marcador    |
| --------- | ---- | -------------------- | ----------------------- | ------------ | ----------------- | ----------- |
| Guanyador | 1.   | 29 d'abril de 2018   | Budapest, Hongria       | Terra batuda | John Millman      | 7−5, 6−4    |
| Guanyador | 2.   | 22 de juliol de 2018 | Umag, Croàcia           | Terra batuda | Guido Pella       | 6−2, 7−6(4) |
| Guanyador | 3.   | 17 de febrer de 2019 | Buenos Aires, Argentina | Terra batuda | Diego Schwartzman | 6−1, 6−2    |
| Finalista | 1.   | 18 d'octubre de 2020 | Sardenya, Itàlia        | Terra batuda | Laslo Đere        | 6−7(3), 5−7 |
| Finalista | 2.   | 29 de maig de 2021   | Parma, Itàlia           | Terra batuda | Sebastian Korda   | 2−6, 4−6    |

## Registre contra jugadors del Top-10
Resultats de Cecchinato contra jugadors que han estat al top-10. Només es consideren partits disputats en el marc principal de l'ATP Tour.
- Markos Bagdatís 1–0
- Novak Djokovic 1–0
- Gilles Simon 1–0
- Pablo Carreño Busta 1–1
- David Goffin 1–1
- Mardy Fish 0–1
- Juan Mónaco 0–1
- Kei Nishikori 0–1
- Dominic Thiem 0–1
- Milos Raonic 0–3

### Victòries contra jugadors del Top-10
| Temporada | 2018 | Total |
| Victòries | 1    | 1     |

| #    | Jugador      | Posició | Esdeveniment                 | Superfície   | Ronda    | Puntuació          | Posició MC |
| ---- | ------------ | ------- | ---------------------------- | ------------ | -------- | ------------------ | ---------- |
| 2018 |              |         |                              |              |          |                    |            |
| 1.   | David Goffin | No. 9   | Roland Garros, París, França | Terra batuda | 4a Ronda | 7–5, 4–6, 6–0, 6–3 | 72         |